# Scotogramma submarginalis
Scotogramma submarginalis är en fjärilsart som beskrevs av Walker 1869. Scotogramma submarginalis ingår i släktet Scotogramma och familjen nattflyn. Inga underarter finns listade.